# Nemo (певец)
Немо Меттлер (нем. Nemo Mettler; род. 3 августа 1999, Биль), известный под псевдонимом Nemo — швейцарский рэпер и певец, играющий на скрипке, фортепиано и ударных. Победитель на конкурсе «Евровидение-2024» с песней «The Code».

## Карьера
В 2015 году Nemo выпустил свой дебютный альбом Clownfisch, который достиг 95-го места в швейцарских чартах. В 2017 году Немо выпустил сингл «Du», который достиг 4-го места в Швейцарии. Во втором сезоне шоу The Masked Singer Switzerland в 2021—2022 годах Немо выступал под маской панды и занял пятое место.
29 февраля 2024 года Немо был объявлен представителем Швейцарии на конкурсе «Евровидение-2024» с песней «The Code» и выступил 9 мая во втором полуфинале конкурса, пройдя в финал. В финале конкурса, прошедшем 11 мая, одержал победу.

## Личная жизнь
В ноябре 2023 года Nemo объявил себя небинарной персоной в статье в газете SonntagsZeitung. В этой статье Немо также заявил, что предпочитает, чтобы к нему обращались по имени, а не по местоимениям в немецком языке, и использует местоимения they/them в английском.

## Дискография

### Студийные альбомы
| Название                                                                                   | Детали                                                                                        | Высшая позиция |
| Название                                                                                   | Детали                                                                                        | SWI            |
| ------------------------------------------------------------------------------------------ | --------------------------------------------------------------------------------------------- | -------------- |
| Clownfisch                                                                                 | - Дата релиза: 13 June 2015 - Лейбл: Self-released - Formats: Digital download, streaming     | 95             |
| Momänt-Kids                                                                                | - Дата релиза: 21 October 2017 - Лейбл: Bakara Music - Formats: Digital download, streaming   | —              |
| Fundbüro                                                                                   | - Дата релиза: 17 November 2017 - Лейбл: Bakara Music - Formats: Digital download, streaming  | —              |
| Whatever Feels Right                                                                       | - Дата релиза: 9 September 2022 - Лейбл: Self-released - Formats: Digital download, streaming | —              |
| Arthouse                                                                                   | - Дата релиза: 10 October 2025 - Лейбл: Better Now - Formats: Digital download, streaming     | To be released |
| «—» обозначает запись, которая не вошла в чарты или не была выпущена на данной территории. |                                                                                               |                |

### Синглы

#### Как главный артист
| Название                                                                                   | Год  | Высшая позиция | Альбом               |
| Название                                                                                   | Год  | SWI            | Альбом               |
| ------------------------------------------------------------------------------------------ | ---- | -------------- | -------------------- |
| «Himalaya»                                                                                 | 2016 | 27             | Momänt-Kids          |
| «Style» (совместно с Marc Amacher)                                                         | 2017 | —              | Неальбомный сингл    |
| «Du»                                                                                       | 2017 | 4              | Fundbüro             |
| «Usserirdisch»                                                                             | 2017 | 64             | Fundbüro             |
| «Crush uf di»                                                                              | 2018 | 77             | Неальбомные синглы   |
| «5i uf de Uhr»                                                                             | 2019 | 31             | Неальбомные синглы   |
| «365»                                                                                      | 2019 | —              | Неальбомные синглы   |
| «Girl us mire City»                                                                        | 2019 | —              | Неальбомные синглы   |
| «Dance With Me»                                                                            | 2020 | —              | Неальбомные синглы   |
| «Video Games»                                                                              | 2020 | —              | Неальбомные синглы   |
| «Hailey» (совместно с Chelan)                                                              | 2021 | —              | Orange & Blue        |
| «Certified Pop Queen»                                                                      | 2021 | —              | Неальбомные синглы   |
| «Chleiderchäschtli» (совместно с KT Gotique)                                               | 2021 | —              | Неальбомные синглы   |
| «Lonely Af»                                                                                | 2022 | —              | Whatever Feels Right |
| «Own Sh¡t»                                                                                 | 2022 | —              | Whatever Feels Right |
| «F*ck Love» (совместно с Anthony de la Torre)                                              | 2022 | —              | Whatever Feels Right |
| «Be like You»                                                                              | 2022 | —              | Whatever Feels Right |
| «This Body»                                                                                | 2023 | —              | Неальбомные синглы   |
| «Falling Again»                                                                            | 2024 | —              | Неальбомные синглы   |
| «The Code»                                                                                 | 2024 | 22             | Неальбомные синглы   |
| «Eurostar»                                                                                 | 2024 | 54             |                      |
| «Satellite»(релиз вышел эксклюзивно для Spotify)                                           | 2025 |                | Неальбомный сингл    |
| «Casanova»                                                                                 | 2025 |                | Arthouse             |
| «Unexplainable»                                                                            | 2025 |                | Arthouse             |
| «—» обозначает запись, которая не вошла в чарты или не была выпущена на данной территории. |      |                |                      |

#### Как приглашённый артист
| Название                      | Год  | Альбом        |
| ----------------------------- | ---- | ------------- |
| «Sheriff» (при участии Visu)  | 2016 | Sex & Röschti |
| «Singer» (при участии Dodo)   | 2017 | Pfingstweid   |
| «Legend» (при участии Stress) | 2019 | Sincèrement   |

### Другие песни, попавшие в чарты
| Название     | Год  | Высшая позиция | Альбом      |
| Название     | Год  | SWI            | Альбом      |
| ------------ | ---- | -------------- | ----------- |
| «Ke bock»    | 2017 | 31             | Momänt-Kids |
| «Kunstwärch» | 2017 | 90             | Fundbüro    |